# Сереус
Сереус або Серен (*Sereus, Serenus, д/н — після 629) — герцог Аквітанії у 589—592 роках.

## Життєпис
Про походження нічого невідомо. За різними версіями був франком або нащадком галло-римської аристократії. Про початок кар'єри нічого невідомо, втім, напевне, перебував на службі Гунтрамна, короля Бургундії. У 589 році після невдач герцога Астробальда у війні з вестготами, того позбавлено посади, замість нього новим аквітанським герцогом став Сереус.
На своїй посаді вів тривалі війни проти васконів та басків. Після смерті Гунтрамна 592 року його володіння отримав Хільдеберт II, що ворогував з королем Нейстрії Хлотарем II. З невідомих причин Сереуса було відсторонено від влади. Щодо призначення нових герцогів Аквітанії невідомо. Напевне, її розділено між королями.
Остання згадка про Сереуса відноситься до 629 року, коли він був на службі короля Дагоберта I, втім дослідники дотепер сумніваються щодо правдивості джерел щодо цього.

## Родина
- Святий Арманд, епископ Маастриху, просвітник та хреститель Фландрії
- Амантія, дружина баскського аристократа